# أمينة الزبير
أمينة الزبير (مواليد 1983) هي فنانة معاصرة وصانعة أفلام وفنانة من الجزائر العاصمة، الجزائر. عُرفت كفنانة نسوية من خلال أفلامخذ مكانك  والتي أخرجتها في عام 2012 في الذكرى الخمسين لاستقلال الجزائر، بهدف التشكيك في قضايا النوع الاجتماعي وظروف المرأة في المجتمع الجزائري. عملت بوسائل فنية مختلفة مثل النحت والرسم وفن التركيب والأداء وفن الفيديو. يرتبط عملها بمفاهيم لغة الجسد في أماكن محددة في مناطق شمال إفريقيا .

## روابط خارجية
- الموقع الرسمي